# Bély Miklós
Bély Miklós dr. (Budapest, 1913. augusztus 9. – Győr, 1970. szeptember 27.) magyar sakkozó, nemzetközi mester, sakkolimpiai bronzérmes, orvos.

## Családja és életrajza
Szülei: Bély József és Eschenbach Anna. Felesége Nagy Anna. A budapesti Magyar Királyi Pázmány Péter Tudományegyetem Orvostudományi Karán végzett, ezután kórházi segédorvos lett.  Lébény körzeti körorvosi állásából 1945-ben került Győrbe mint községi orvos. 1951-től tisztiorvos, majd a város közegészségügyi felügyelője.

## Sakkpályafutása
Középiskolás korában eredményesen szerepelt sakkversenyeken. 1929-ben az országos középiskolai bajnokságon 2. helyezett, Szilyt és Barczát is megelőzve. 1934-ben főiskolai bajnok. Vidéki bajnokságot nyert 1948-ban, két évvel később mesteri címet szerzett.
Állandó résztvevője a magyar bajnoki döntőknek. Először 1950-ben szerepelt a magyar sakkbajnokság döntőjében. 1954-ben Szabó László és Benkő Pál mögött Barcza Gedeonnal holtversenyben a 3-4., 1955-ben Barcza Gedeon, Szabó László, Szilágyi György és Benkő Pál mögött az 5. helyen végzett. Utoljára az 1957-es magyar bajnokság döntőjében szerepelt, ahol a 7-8. helyet szerezte meg.
1956-ban kapta meg a nemzetközi mesteri címet.
1955-ben és 1956-ban a magyar válogatott csapat tagja volt a Triennálé Kupán, amelyen mindkét alkalommal Magyarország szerezte meg az 1. helyet. 1956-ban tábláján a mezőny legjobb eredményét érte el.
A Győri MÁVDAC NB II-es csapatának első táblása és legjobb pontszerzője volt. A Győr-Moson-Sopron megyei sakkcsapat-bajnokság egyik csoportja az ő nevét viseli.

### Olimpiai szereplése
Az 1956-os moszkvai sakkolimpián bronzérmet szerzett magyar válogatott tagja volt. Olimpiai szereplése emlékét a világon egyedülálló sakkolimpiai emlékmű őrzi Pakson.

### Kiemelkedő versenyeredményei
- 1955:5-7. helyezés, Erfurt[13]
- 1956: 1-2. helyezés, Smederevska Palanka
- 1959/60: 2. helyezés, Reggio Emilia[14]

### Játékereje
A Chessmetrics historikus pontszámításai szerint a legmagasabb Élő-pontszáma 2655 volt 1955. februárban, amellyel akkor 25. volt a világranglistán, és ez volt egyben a legelőkelőbb világranglista-helyezése is. A legmagasabb egyénileg teljesített teljesítményértéke 2689 volt, ezt 1954-ben, a magyar bajnokság döntőjében érte el.
Élő Árpád 1978-ban összeállított örökranglistáján minden idők 221. legerősebb sakkozójaként szerepel.

## Díjai, elismerései
- A Magyar Népköztársaság Érdemes Sportolója (1954)[16]